# Grande Tempesta del 1703
La Grande Tempesta del 1703 fu un ciclone extratropicale distruttivo che colpì l'Inghilterra centrale e meridionale il 26 novembre 1703. I forti venti causarono il crollo di 2.000 ciminiere a Londra e danneggiarono la New Forest, che perse 4.000 querce. Le navi furono spinte a centinaia di miglia fuori rotta e oltre 1.000 marinai morirono solo sulle Goodwin Sands. Bollettini di vittime e danni furono venduti in tutta l'Inghilterra, una novità per l'epoca. La Chiesa d'Inghilterra dichiarò che la tempesta era la vendetta di Dio per i peccati della nazione. Daniel Defoe pensava che fosse una punizione divina per le scarse prestazioni contro gli eserciti cattolici nella guerra di successione spagnola.

## Intensità
Gli osservatori contemporanei registrarono letture barometriche fino a 973 millibar (misurate da William Derham nel sud dell'Essex), ma è stato suggerito che la tempesta si sia approfondita fino a 950 millibar sulle Midlands.
L'analisi retrospettiva ipotizza che la tempesta fosse paragonabile a un uragano di categoria 2.

## Danni
Nella sola Londra, circa 2.000 enormi ciminiere furono abbattute. Il tetto di piombo fu spazzato via dall'Abbazia di Westminster e la regina Anna di Gran Bretagna dovette ripararsi in una cantina a St James's Palace per riparararsi dal crollo dei camini e di parte del tetto. Sul Tamigi, circa 700 navi erano ammassate nel Pool of London, la sezione a valle del London Bridge. Enormi onde sul Tamigi fecero arrivare l'acqua 6 piedi più in alto di quanto fosse mai stato registrato a Londra, distruggendo più di 5.000 case lungo il fiume. La HMS Vanguard (1678) naufragò a Chatham. La HMS Association dell'ammiraglio Sir Cloudesley Shovell fu trascinata in mare da Harwich alla costa dei Paesi Bassi, dovette essere riparata a Göteborg in Svezia prima di poter tornare in Inghilterra. I pinnacoli furono fatti saltare dalla cima della cappella del King's College, a Cambridge.
Ci furono inondazioni estese e prolungate nel West Country, in particolare intorno a Bristol. Centinaia di persone annegarono nelle inondazioni sui Somerset Levels, insieme a migliaia di pecore e bovini, e una nave fu trovata a 15 miglia (24 km) nell'entroterra. Moss, Stephen (2011).
Circa 400 mulini a vento furono distrutti, con il vento che spinse i loro ingranaggi di legno così velocemente che alcuni presero fuoco. A Wells, il vescovo Richard Kidder e sua moglie furono uccisi quando due ciminiere del palazzo caddero su di loro, mentre dormivano nel letto. La stessa tempesta colpì una parte della grande finestra occidentale della Cattedrale di Wells. Gravi danni si verificarono alla torre sud-ovest della Cattedrale di Llandaff a Cardiff in Galles.
In mare, molte navi naufragarono, alcune delle quali stavano tornando dopo aver aiutato l'arciduca Carlo d'Asburgo, pretendente al trono di Spagna, a combattere i francesi nella guerra di successione spagnola. Queste navi includevano la HMS Stirling Castle, la HMS Northumberland, la HMS Mary e la HMS Restoration, con circa 1.500 marinai uccisi in particolare sulle Goodwin Sands. Tra le 8.000 e le 15.000 persone morirono in totale. Alcune fonti citano una cifra tra le 10.000 e le 30.000 persone morte. In totale, circa 300 navi della Royal Navy ancorate lungo la costa meridionale andarono perdute.

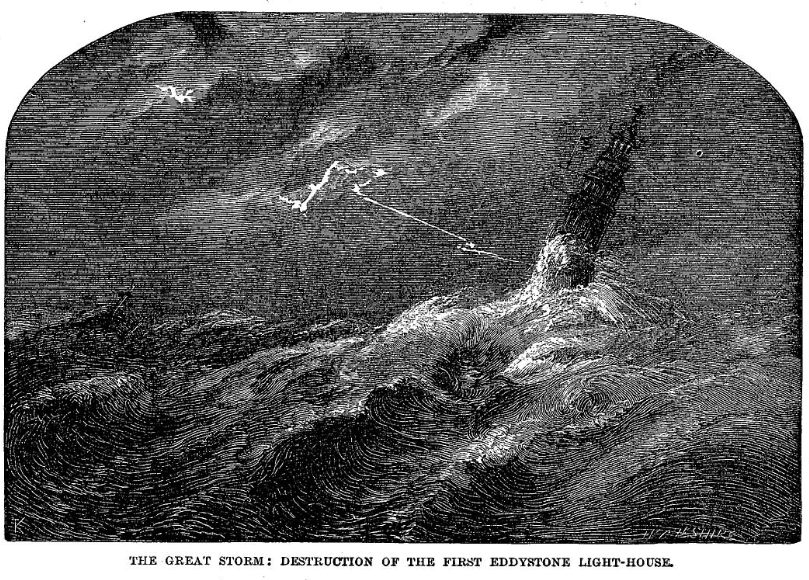
Il crollo del primo faro di Eddystone al largo di Plymouth

Il primo faro di Eddystone al largo di Plymouth fu distrutto l'8 dicembre, uccidendo sei occupanti, tra cui il suo costruttore Henry Winstanley. (John Rudyard fu in seguito incaricato di costruire il secondo faro sul sito.) Una nave strappata dai suoi ormeggi nel fiume Helford in Cornovaglia è stata fatta trascinata per 200 miglia (320 km) prima di arenarsi otto ore dopo sull'Isola di Wight. Il numero di querce perse nella sola New Forest fu di 4.000.
Le città di Plymouth, Kingston upon Hull, Cowes, Portsmouth e Bristol furono devastate.
La tempesta del 1703 colse un convoglio di 130 navi mercantili che si rifugiavano a Milford Haven, insieme alle loro navi di scorta Dolphin, Cumberland, Coventry, Looe, Hastings e Hector. Alle 15:00 del pomeriggio successivo, le perdite includevano 30 navi.

## Reazioni
La tempesta fu senza precedenti per ferocia e durata e fu generalmente considerata dai testimoni come rappresentante dell'ira di Dio, in riconoscimento dei "peccati piangenti di questa nazione". Il governo dichiarò il 19 gennaio 1704 un giorno di digiuno, dicendo che "chiede a gran voce la più profonda e solenne umiliazione del nostro popolo". Rimase un argomento frequente di moralizzazione nei sermoni fino al XIX secolo.

### Letteratura
La grande tempesta coincise anche con l'aumento del giornalismo inglese, e fu il primo evento meteorologico a diventare una notizia su scala nazionale. Furono prodotti anche fogli speciali che descrivevano in dettaglio i danni alle proprietà e le storie delle persone che erano state uccise.
Daniel Defoe scrisse il suo libro The Storm (luglio 1704) riguardo alla calamità, definendola "la tempesta che distrusse boschi e foreste in tutta l'Inghilterra". Egli scrisse: "Nessuna penna potrebbe descriverlo, né la lingua esprimerlo, né il pensiero concepirlo se non da uno nell'estremità di esso". Le città costiere come Portsmouth "sembravano come se il nemico le avesse saccheggiate e fossero state miseramente fatte a pezzi". Venti fino a 80 miglia all'ora (130 km/h) distrussero più di 400 mulini a vento.
Defoe riferì che le vele in alcuni giravano così velocemente che l'attrito tra i freni di legno e la ruota causava il surriscaldamento del legno e l'incendio. Pensava che la distruzione della flotta sovrana fosse una punizione per le loro scarse prestazioni contro gli eserciti cattolici di Francia e Spagna durante il primo anno della guerra di successione spagnola.

## Navi perse

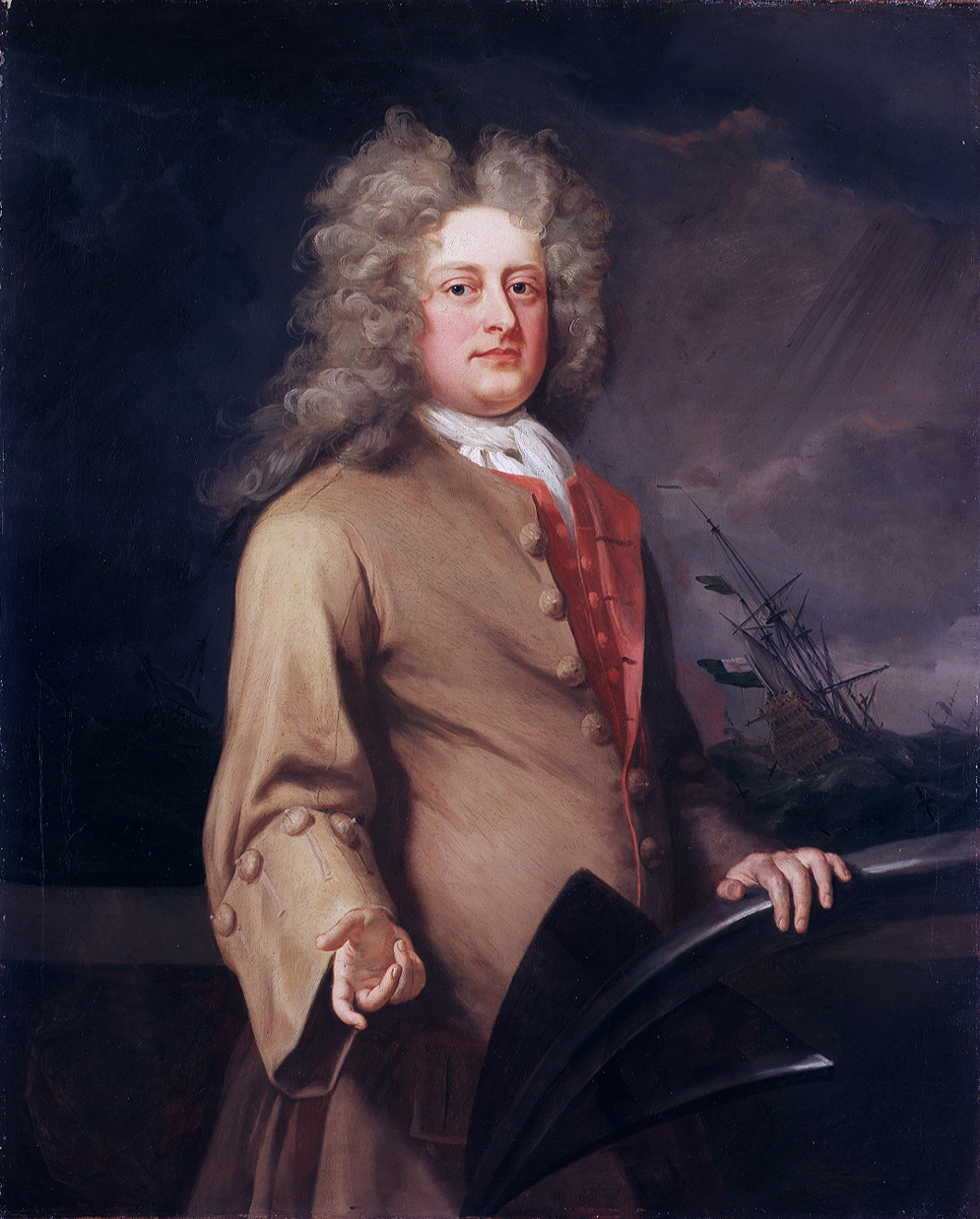
Il retroammiraglio Basil Beaumont fu la vittima più illustre della dell'uragano

Nel Canale della Manica, venti impetuosi e mare mosso sommersero alcune navi e ne spinsero altre sulle Goodwin Sands, un vasto banco di sabbia al largo della costa sud-orientale dell'Inghilterra e tradizionale ancoraggio per le navi in attesa di risalire l'estuario del Tamigi fino a Londra o di venti favorevoli per portarle nella Manica e nell'Oceano Atlantico. La Royal Navy fu gravemente colpita, perdendo tredici navi tra cui l'intero Channel Fleet, e più di 1.500 marinai annegarono.
- La HMS Restoration era un vascello di terza classe, naufragò sulle Goodwin Sands. Dell'equipaggio di bordo di 387 non ne fu salvato uno.
- La HMS Northumberland era un vascello di terza classe naufragò sulle Goodwin Sands. Tutti i 220 uomini, tra cui 24 marinai, annegarono.
- La HMS Stirling Castle era un vascello di terza classe naufragò sulle Goodwin Sands. Settanta uomini, tra cui quattro ufficiali della marina, si salvarono, ma 206 annegarono.
- La HMS Mary era un vascello di terza classe naufragò sulle Goodwin Sands. Annegò anche il contrammiraglio Basil Beaumont e altri 268 uomini.
- La HMS ''Mortar-bomb'' era un vascello di quinta classe naufragò sulle Goodwin Sands. Annegò l'intero equipaggio di 65 marinai.
- L'avviso HMS Eagle naufragò sulla costa del Sussex, ma l'intero equipaggio della sua nave composto da 45 persone si salvò.
- La HMS Resolution era un vascello di terza classe naufragò a Pevensey, sulla costa del Sussex. Tutto l'equipaggio della nave di 221 persone si salvò.
- La HMS ''Litchfield Prize'' era un vascello di quinta classe naufragò sulla costa del Sussex. Tutto l'equipaggio della nave di 108 marinai fu salvato.
- La HMS Newcastle era un vascello di quarta classe naufragò a Spithead. Il carpentiere e 39 uomini dell'equipaggio si salvarono, annegarono gli altri 193.
- La nave da fuoco Vesuvius di quinta classe andò perduta a Spithead; Tutti i 48 membri dell'equipaggio della nave si salvarono.
- La HMS Reserve era un vascello di quarta classe naufragò al largo di Yarmouth. Annegarono 175 membri dell'equipaggio.
- La HMS Vanguard era un vascello di seconda classe naufragò nel porto di Chatham. Non era equipaggiata e non aveva armamenti e l'anno seguente fu recuperata per la ricostruzione.
- La HMS York era un vascello di quarta classe naufragò a Harwich. Tutti i suoi uomini, tranne quattro, si salvarono.

La HMS Shrewsbury sfuggì per un pelo a un destino simile. Più di 40 navi mercantili andarono perdute.
Lamb (1991) affermò che 10.000 marinai persero la vita in una notte, una cifra molto alta, circa un terzo dei marinai della Royal Navy.
Il libro di Daniel Defoe "The Storm" suggerisce che la Royal Navy perse un quinto delle sue navi, il che indicherebbe tuttavia che una percentuale molto più bassa di marinai andò perduta, poiché molti marinai naufragati sopravvissero.